# 33589 Edwardkim
33589 Edwardkim è un asteroide della fascia principale. Scoperto nel 1999, presenta un'orbita caratterizzata da un semiasse maggiore pari a 3,0706968 UA e da un'eccentricità di 0,2029256, inclinata di 3,16799° rispetto all'eclittica.